# Okręg wyborczy St Helens
Okręg wyborczy St Helens powstał w 1885 r. i wysyłał do brytyjskiej Izby Gmin jednego deputowanego. Okręg położony był w hrabstwie Lancashire. Został zlikwidowany w 1983 r.

## Deputowani do brytyjskiej Izby Gmin z okręgu St Helens
- 1885–1906: Henry Seton-Karr, Partia Konserwatywna
- 1906–1910: Thomas Glover, Partia Pracy
- 1910–1918: Rigby Swift, Partia Konserwatywna
- 1918–1931: James Sexton, Partia Pracy
- 1931–1935: Richard Austin Spencer, Partia Konserwatywna
- 1935–1945: William Albert Robinson, Partia Pracy
- 1945–1958: Hartley Shawcross, Partia Pracy
- 1958–1983: Leslie Spriggs, Partia Pracy